# Резолюция Совета Безопасности ООН 1109
Резолюция Совета Безопасности Организации Объединённых Наций 1109 (код — S/RES/1109) была принята единогласно 28 мая 1997 года после рассмотрения доклада Генерального секретаря Кофи Аннана о зоне Сил ООН по наблюдению за разъединением (СООННР). Совет отметил свои усилия по установлению прочного и справедливого мира на Ближнем Востоке.

## Подробности
Резолюция призвала заинтересованные стороны немедленно выполнить резолюцию 338 (1973). Она продлила мандат Сил наблюдателей ещё на шесть месяцев до 30 ноября 1997 года и просила Генерального секретаря представить доклад о ситуации в конце этого периода.
В докладе Генерального секретаря отмечается, что, хотя нарушений режима прекращения огня не было и ситуация между Израилем и Сирией оставалась спокойной, в некоторых районах все ещё действуют ограничения на свободу передвижения СООННР.